# Rinat Raschidowitsch Ibragimow
Rinat Raschidowitsch Ibragimow (russisch Ринат Рашидович Ибрагимов; * 7. März 1986 in Magnitogorsk, Russische SFSR) ist ein russischer Eishockeyspieler, der zuletzt bei Kunlun Red Star in der Kontinentalen Hockey-Liga unter Vertrag stand.

## Karriere
Rinat Ibragimow begann seine Karriere als Eishockeyspieler beim HK Metallurg Magnitogorsk, mit dem er 2007 erstmals in seiner Laufbahn Russischer Meister wurde. Zudem gewann der Linksschütze 2008 mit Metallurg den IIHF European Champions Cup, in dessen Finale er sich mit seiner Mannschaft 5:2 gegen den tschechischen Rivalen HC Sparta Prag durchsetzte. In der Saison 2005/06 stand er für den HK Lada Toljatti neunmal auf dem Eis und kehrte 2006 in seine Geburtsstadt zurück.
Zwischen 2008 und 2010 absolvierte Ibragimow über 80 Partien in der 2008 gegründeten Kontinentalen Hockey-Liga für Metallurg, ehe er im Oktober 2010 innerhalb der KHL zum HK Jugra Chanty-Mansijsk wechselte.
Im Mai 2013 erhielt er erneut einen Vertrag bei seinem Stammverein mit einer Laufzeit von zwei Jahren und gewann mit Metallurg 2014 die Meisterschaftstrophäe der KHL, den Gagarin-Pokal.

## Erfolge und Auszeichnungen
- 2004 Goldmedaille bei der U18-Junioren-Weltmeisterschaft
- 2007 Russischer Meister mit dem HK Metallurg Magnitogorsk
- 2008 IIHF-European-Champions-Cup-Gewinn mit dem HK Metallurg Magnitogorsk
- 2014 Gagarin-Pokal-Sieger und Russischer Meister mit dem HK Metallurg Magnitogorsk

## KHL-Statistik
(Stand: Ende der Saison 2014/15)